# オストルフ・ヴィエルコポルスキ

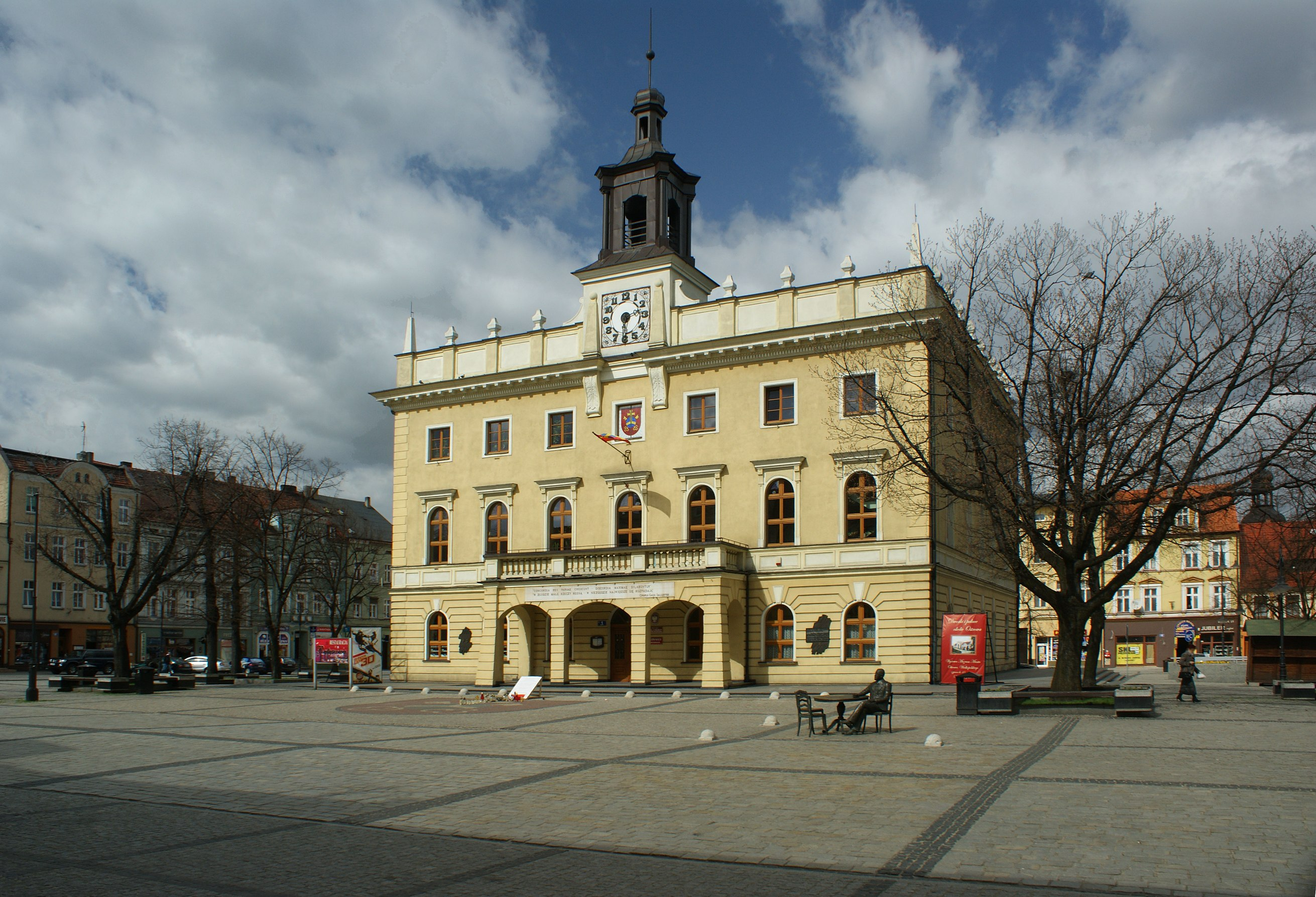
オストルフ・ヴィエルコポルスキ市庁舎

オストルフ・ヴィエルコポルスキ（ポーランド語: Ostrów Wielkopolski, Ostrów Wlkp、[ˈɔstruf vʲɛlkɔˈpɔlskʲi])）は、ポーランド中央部のヴィエルコポルスカ県にある都市。オストルフ・ヴィエルコポルスキ郡の郡庁所在地で、県内ではポズナニ、カリシュ、コニン、ピワに次ぐ第五の都市である。人口は7万0982人（2021年）。かつては単にオストルフと呼ばれていた。ドイツ語名はオストロヴォ (Ostrowo) 、ラテン語名はオストロヴィア (Ostrovia) 。

## 歴史
防備で固められた10世紀の小規模な住居跡が、町の北東で発見されている。
1404年に都市権を得たが、大火や戦乱のためほとんど発展することはなく、1711年に町としての資格を喪失した。1714年、オストルフの貴顕のひとりヤン・イェルジ・プジェベンドフスキは王宮に向かい、都市権の再びの下賜を要請した。その結果、元帥フランツィシェク・ビェリニスキのはからいで、従来の権限を上回る都市権が与えられた。もうひとつの名家であるラジヴィウォヴィエ家も町のパトロンとして、多くの投資を監督した。町の支配層による行き届いた施政や住民のはたらき、当局の献身的な行政、地勢などもあいまって、オストルフはその後、安定的な成長に転じた。特に鉄道が交わる要衝となったことは、町の発展に大きく作用した。
ポーランド分割や二度にわたる世界大戦の期間には、民族主義運動の重要な中心地となった。1918年には市民の蜂起が発生し、オストルフ共和国と呼ばれる自治政府が一時的に出現した。無血で実現したこの蜂起によって、すべての政治権力がプロイセン当局から共和国の手に渡った。戦間期に入ると、町はポーランド屈指のスピードで発展した。人口が倍増し、きらびやかな住宅群が建設され、鉄道車両の製造が開始された。
第二次世界大戦中にはナチス・ドイツが労働収容所を町内に建設し、193人がそこで命を落とした。オストルフでは、反ナチスのくわだてもヴィエルコポルスカ地方で最も活発に行われた。ポーランド人による地下抵抗組織「武装闘争同盟」 (ZWZ) ポズナニ本部はゲシュタポに検挙された1941年、オストルフに移り、ここからポズナニ地域における組織の再建を行った。

## スポーツ
- スタル・オストルフ・ヴィエルコポルスキ - 男子バスケットボールチーム
- オストロヴィア1909オストルフ・ヴィエルコポルスキ - 男子サッカーチーム
- KMオストルフ・ヴィエルコポルスキ - スピードウェイチーム

2013年7月には第17回欧州グライダー選手権がオストルフで開催され、地元選手のウーカシュ・ブワシュチクがクラブクラスで銅メダルを獲得した。

## ゆかりの人物
- エーレンフリート・ベーゲ（1889年 - 1965年） ドイツの軍人
- パーヴェル・ブリリニスキ（1814年 - 1890年） 彫刻家
- ミロスワフ・フェリッチ（1915年 - 1942年） 軍人。第二次世界大戦期のエース・パイロット
- ハインリヒ・グレーツ（1817年 - 1891年） ドイツ系ユダヤ人の歴史家
- ヤロスワフ・イヴァシュキェヴィッチ（1894年 - 1980年） 詩人、エッセイスト、作家
- バルトウォミェイ・ヤシュカ（1983年 - ） ハンドボール選手
- クシシュトフ・コメダ（1931年 - 1969年） ピアニスト、作曲家
- クシシュトフ・クヴィアトコフスキ（1971年 - ） 政治家
- モーリッツ・ランデ（1829年 - 1888年） ドイツ人の建築家
- クシシュトフ・リイェフスキ（1983年 - ） ハンドボール選手
- マルツィン・リイェフスキ（1977年 - ） ハンドボール選手
- ヴワディスワフ・マルツィンコフスキ（1858年 - 1947年） 彫刻家
- ヴワディスワフ・マルキェヴィッチ（1920年 - 2017年） 社会学者
- ベルンハルト・ラーヴィッツ（1857年 - 1932年） ドイツ人の解剖学者
- マンフレート・フォン・リヒトホーフェン（1892年 - 1918年） ドイツの軍人。西部戦線に送られるまで、短期間オストルフに駐屯していた
- ヤン・ズニニェヴィッチ（1872年 - 1952年） 医学者

## ギャラリー

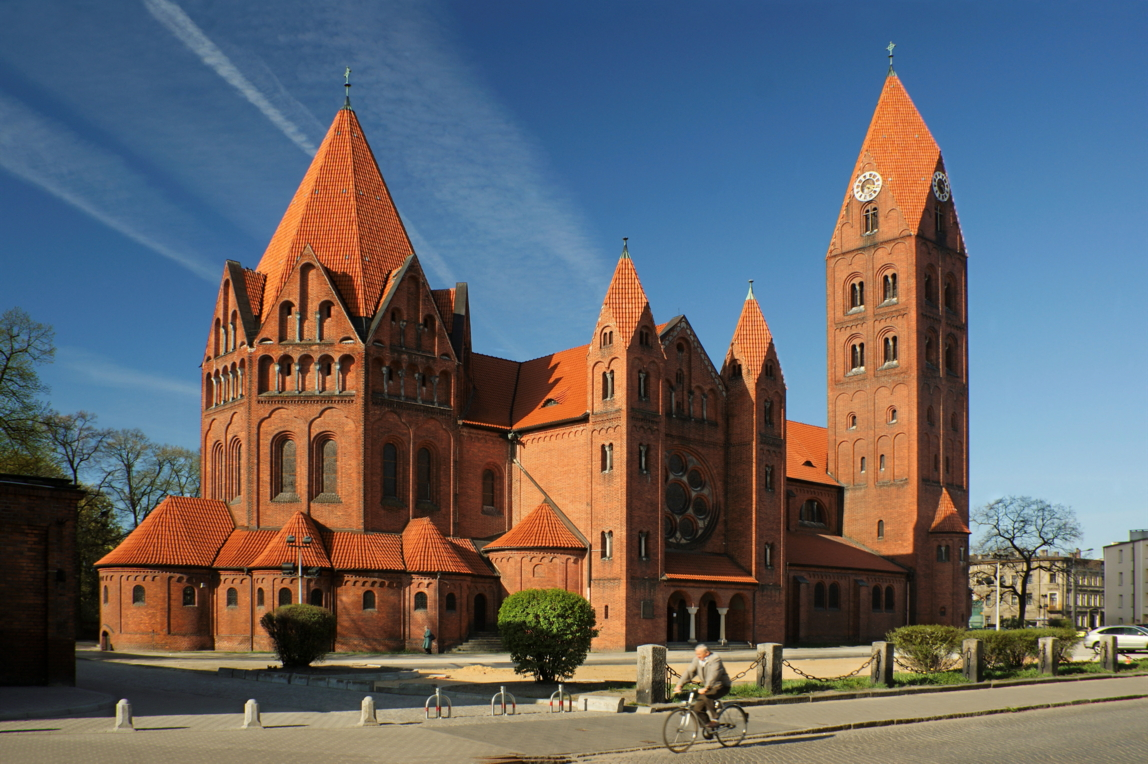
オストルフ・ヴィエルコポルスキ准司教座聖堂
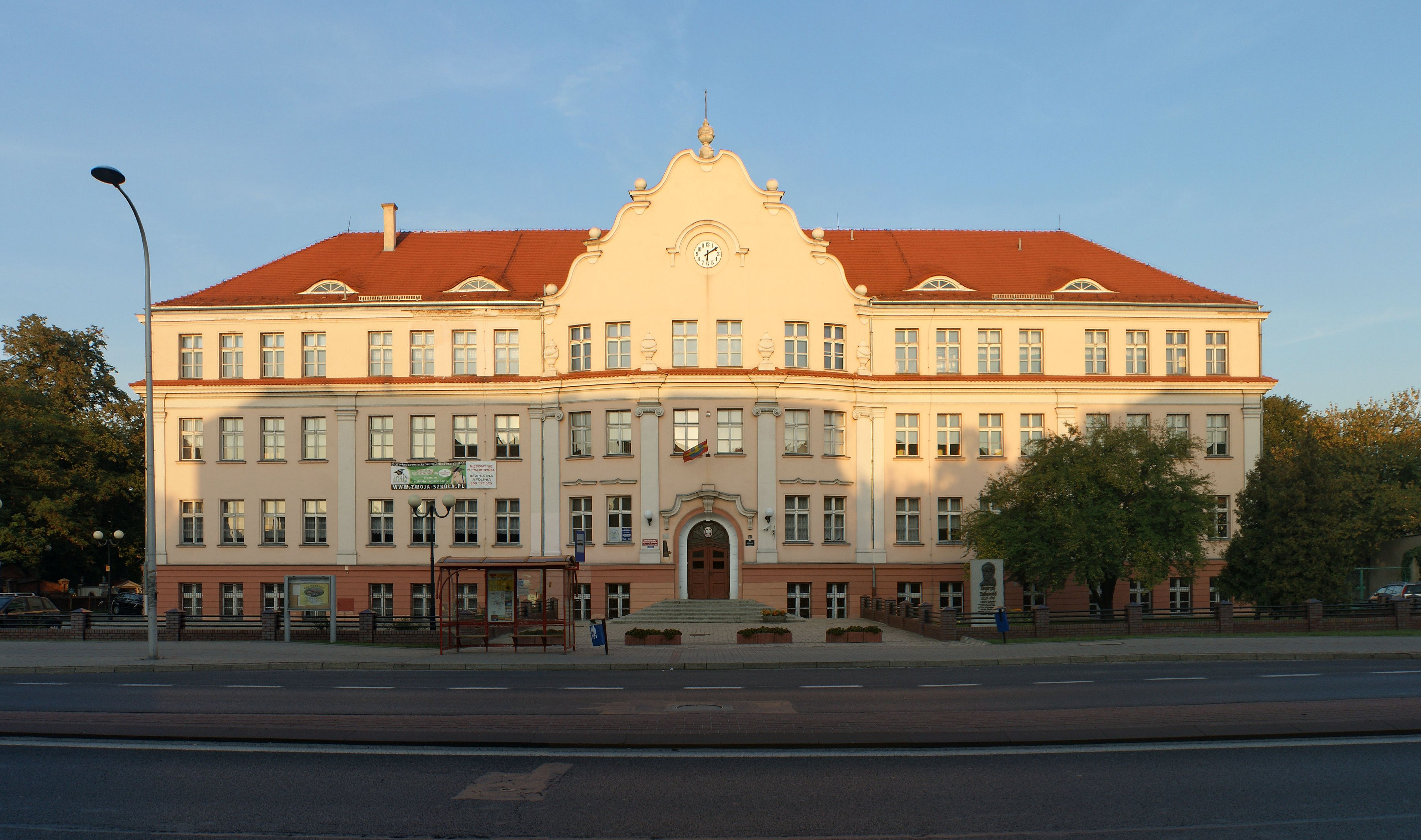
市内の高校
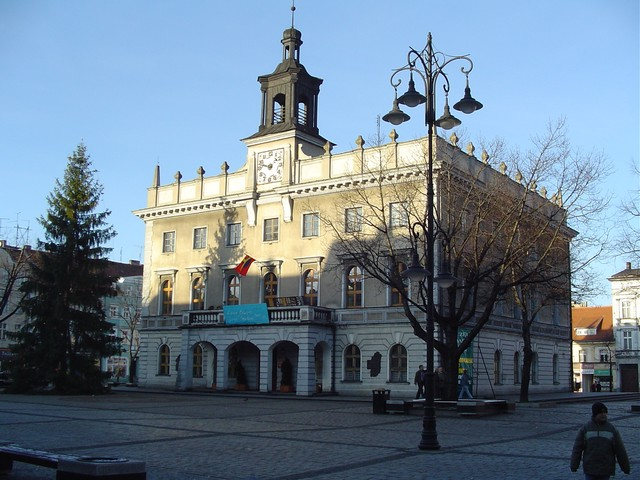
オストルフ市庁舎
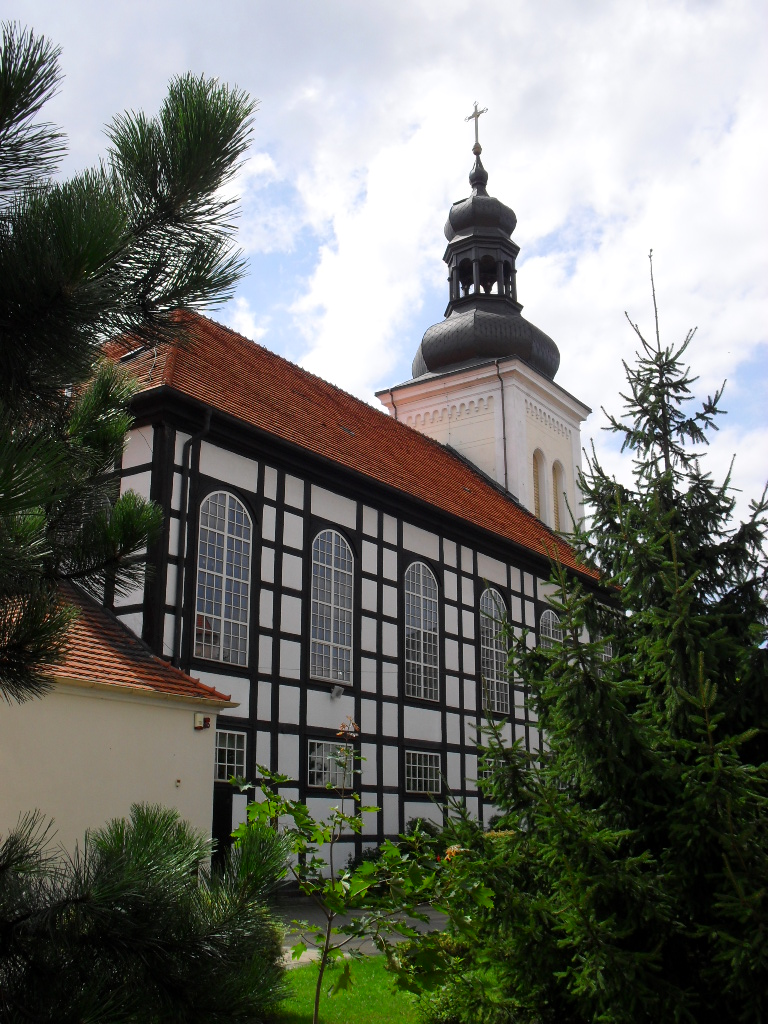
聖母マリア教会
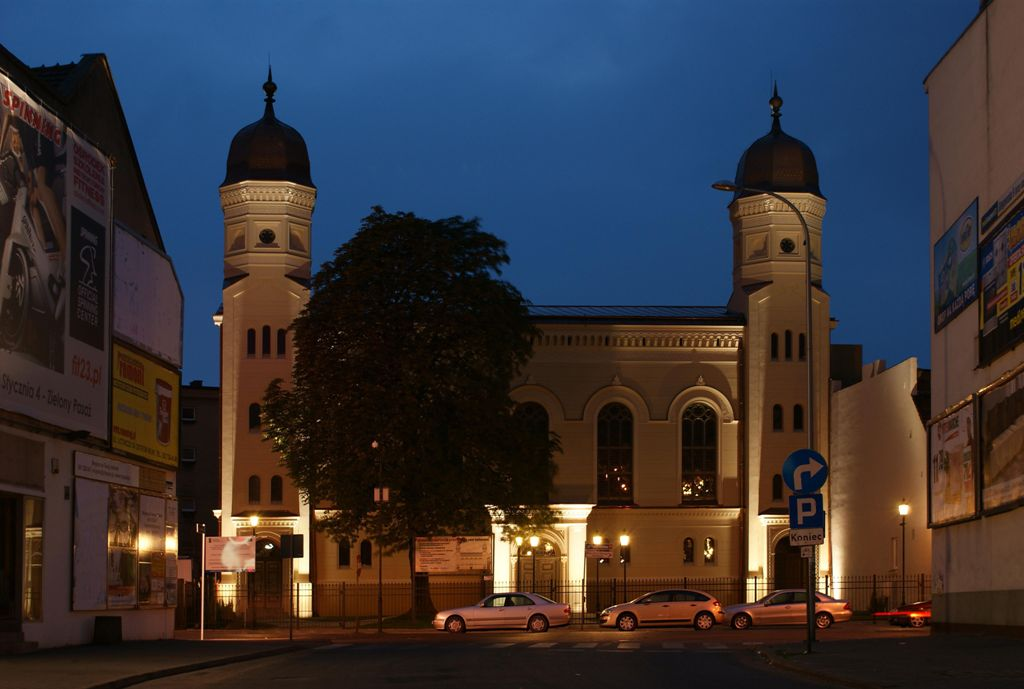
旧シナゴーグ
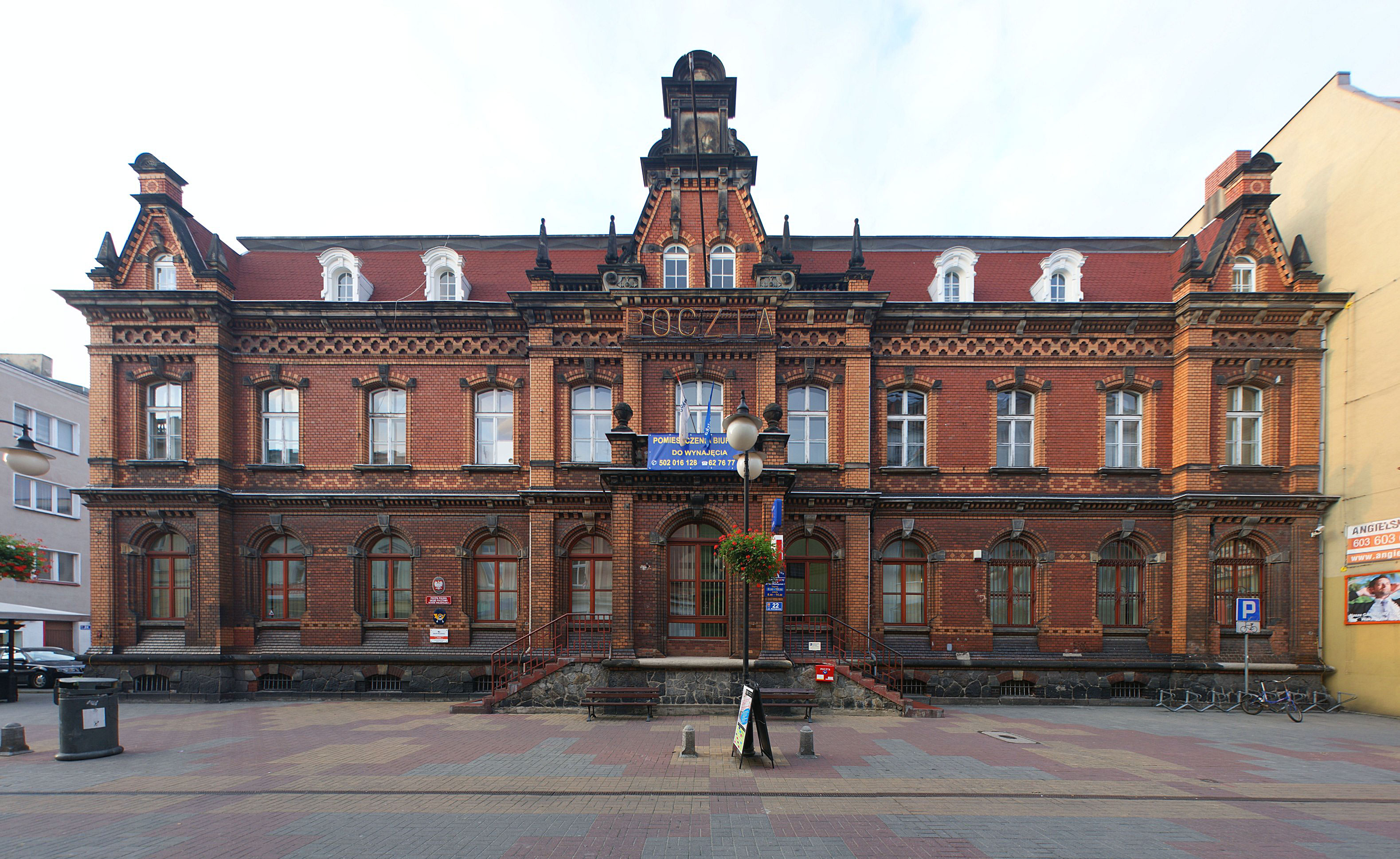
中央郵便局
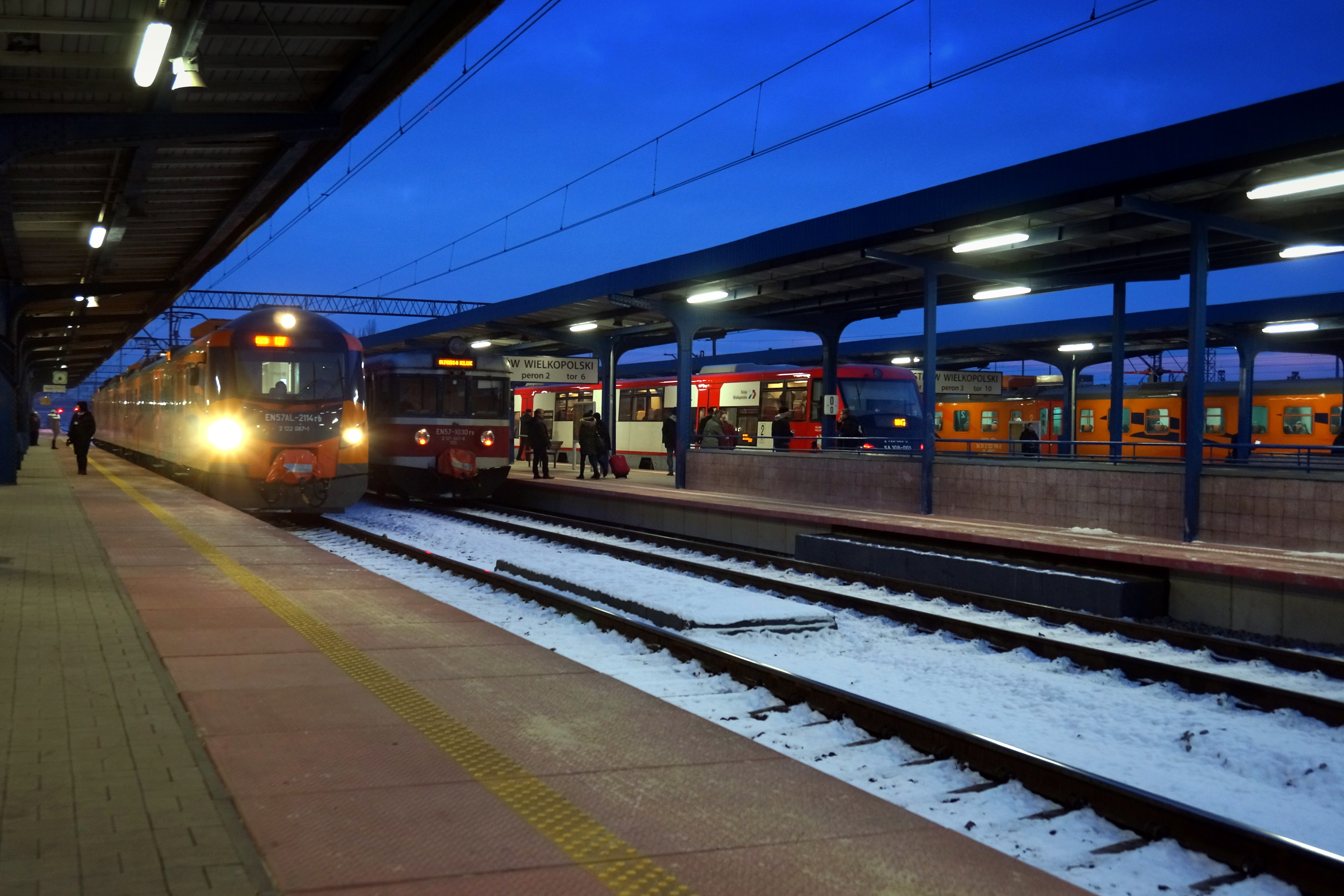
中央駅

## 姉妹都市
- レッチェ（イタリア）
- ノルトハウゼン（ドイツ）
- デーリッチュ（ドイツ）
- ベルジュラック（フランス）
- ブラントフォード（カナダ）[3]